# Catalina Escobar
Catalina Elena Escobar Gómez (21 settembre 1990) è una ginnasta colombiana, vincitrice di una medaglia di bronzo ai Giochi panamericani del 2011.